# Gallegos del Pan
Gallegos del Pan es un municipio y localidad española de la provincia de Zamora, dentro de la comunidad autónoma de Castilla y León.
Tiene una superficie de 15,66 km², y cuenta con una población de 141 habitantes (INE 2011) y una densidad de 9 hab/km².

## Geografía

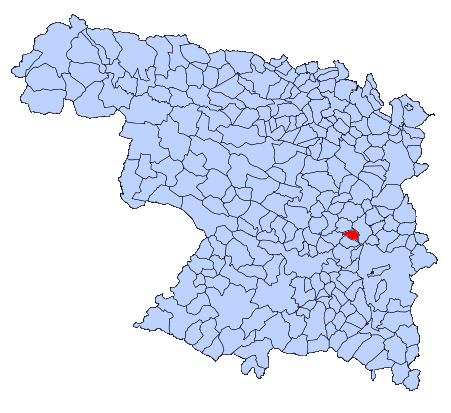
Ubicación del municipio de Gallegos del Pan dentro de la provincia de Zamora.

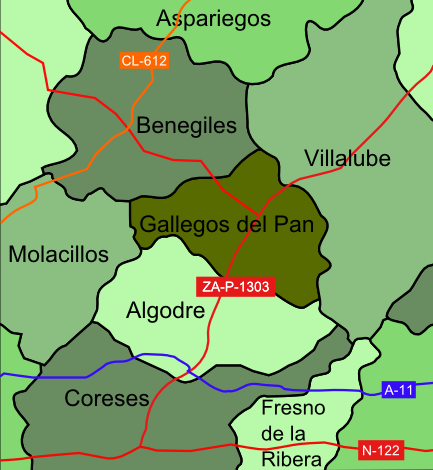
Municipios colindantes y accesos de Gallegos del Pan.

Gallegos del Pan se localiza en el noroeste de la península ibérica, dentro de la provincia de Zamora, al oeste de la comunidad autónoma de Castilla y León. Se encuentra oficialmente dentro de la comarca de Toro, que llega a tener algo más de 13 000 habitantes, si bien hay quienes extraoficialmente, consideran la localidad como parte de la Tierra del Pan, tal vez guiados por la denominación del Pan de la localidad, que hace referencia a la antigua pertenencia al Partido del Pan de la misma.
El pueblo se encuentra asentado sobre la ladera de un valle que, partiendo de la vega del Duero, en la localidad de Coreses, se extiende de suroeste a noreste a lo largo de unos 25 kilómetros, y donde se sitúan también los municipios de Coreses, Algodre y Villalube.
El municipio es bañado por las aguas del Arroyo de las Fuenticas, que transcurre de noreste a suroeste, y divide el término municipal en dos mitades prácticamente iguales. Su altitud es de 683 metros, teniendo como punto más alto de su relieve "el Teso de la Aceña" (también llamado "Mirazamora"), de 764 metros. Destacan también como puntos elevados "el Muelo" con 735 metros y "la Horca" con 729 metros.

### Municipios colindantes
El municipio de Gallegos del Pan limita al sur con el municipio de Algodre, al oeste con Molacillos, al noroeste con Benegiles y al noreste con Villalube.

### Comunicaciones
- El pueblo se encuentra cercano a la autovía del Duero , se llega fácilmente tomando el desvío de Algodre ( 447).
- También por la N-122, que comunica Zamora con Toro, se puede llegar a Gallegos del Pan tomando el desvío de Coreses, y a través de la ZA-P-1303.
- De igual manera, desde la CL-612 tomando el desvío de Benegiles, se puede accede a Gallegos del Pan.

### Clima

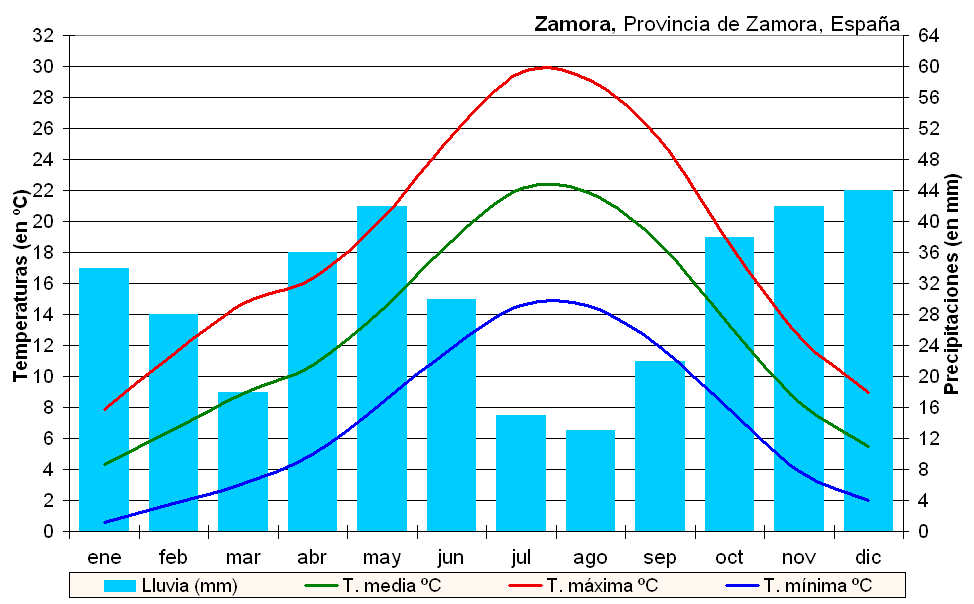
Climograma de la provincia de Zamora.

Gallegos del Pan, dentro de la provincia de Zamora, tiene un clima mediterráneo continental, con inviernos fríos y veranos cálidos. Las lluvias se concentran principalmente en dos épocas del año, la primavera y el otoño, habiendo por el contrario, una marcada sequía estival.
El récord de temperatura máxima registrada en la provincia de Zamora es de 41,0 °C el 24 de julio de 1995, siendo el de mínima -13,4 °C el 16 de enero de 1945.
Como fenómeno meteorológico a destacar, son significativas las abundantes nieblas durante el invierno , que pueden ser persistentes durante días y que rebajan considerablemente la temperatura media.

## Historia

### Prehistoria
Se sabe, gracias a historiadores de gran prestigio, y según ha quedado recogido en el libro "Historia de Zamora y su provincia", que dentro del término municipal de Gallegos del Pan, en los alrededores del lugar denominado Majacerrada, se encontró un yacimiento prehistórico de principios de la Edad del Hierro, concretamente del Calcolítico Precampaniforme, que consiste en varias piezas hechas de cobre y bronce.
Este yacimiento demuestra que las tierras donde se sitúa Gallegos del Pan estuvieron pobladas o al menos por ellas estuvieron humanos en tiempos prehistóricos.
Asimismo, el arqueólogo e historiador español Manuel Gómez-Moreno data el año 1880 como fecha en la que se encontró dentro del municipio un túmulo megalítico de la Edad de Piedra, en el que se encontraron hachas de piedra, huesos y otros objetos también de piedra. Pero por desgracia, y debido a que no se precisó el lugar, al transcurrir del tiempo y a la agricultura intensiva, se encuentra desaparecido.

### Reconquista
Todo parece indicar que el pueblo de Gallegos del Pan tiene su origen en la época de la Reconquista. Los primeros habitantes llegaron en el primer tercio del siglo XI debido a las repoblaciones que los reyes leoneses ordenaron, para poblar los territorios recuperados que anteriormente estaban bajo mandato musulmán. Esta repoblación organizada, según avanzaba la Reconquista, se convirtió en una colonización ordenada de todo el territorio.
Muchas poblaciones de los reinos históricos de León y de Castilla, que en este periodo fueron repobladas por pobladores de otras zonas, recibieron el nombre de la procedencia de los mismos. Así, nos encontramos: 
- Asturianos en Zamora.
- Bercianos en León y Zamora.
- Francos en Salamanca.
- Vizcaínos en Burgos.
- Aragoneses en Segovia.
- Castellanos en León, Salamanca y Zamora.
- “Naharros” y “Narros”, es decir, Navarros, en Salamanca, Segovia y Soria.
- Gallegos en León, Zamora, Salamanca, Ávila o Segovia.

En este sentido, el nombre de Gallegos del Pan indica sin lugar a dudas que, al menos los primeros habitantes del pueblo, tenían origen gallego.
Viendo topónimos de Gallegos del Pan, encontramos lugares denominados "la ermita" o "la Santa Cruz" donde hace años, arando, se encontraron restos de una iglesia de la que no se tienen datos.

### Edad Moderna
La orden de San Benito tuvo una presencia permanente en Gallegos desde los albores medievales hasta la Desamortización del siglo XIX, siendo el mayor propietario de bienes rústicos de la localidad y manteniendo ciertos privilegios feudales como la Diezmería particular para sus propiedades.

### Edad Contemporánea
En el siglo XIX, al crearse las actuales provincias en la división provincial de 1833, Gallegos del Pan quedó encuadrado en la provincia de Zamora, dentro de la Región Leonesa.

## Geografía humana

### Demografía
Cuenta con una población de 116 habitantes (INE 2024).
| Gráfica de evolución demográfica de Gallegos del Pan entre 1842 y 2021                                                |
| |
| Población de derecho según los censos de población del INE. Población de hecho según los censos de población del INE. |

El primer dato censal que se conoce de Gallegos del Pan es del año 1561, y en él aparecen censados 44 vecinos. En el siguiente censo, del año 1571, dice así:

Declaran hauer una parroquia e hauer treinta y cinco vezinos, e sus oficios ser labradores de pan e biudas.
Censo de 1571

Más adelante, en el reinado de Felipe II, aparecen en Gallegos del Pan 50 vecinos, un clérigo y un hidalgo. Poco más se sabe de la población del pueblo hasta mediados del siglo XIX cuando el censo de Madoz de 1857 contabiliza 279 vecinos, y treinta años más tarde en el censo eclesiástico de 1887 la población asciende a 383 vecinos.
A partir de aquí los censos ya vienen siendo más seguidos, y la población de Gallegos del Pan llega a ascender a 443 vecinos en el censo del año 1900. El número de habitantes se mantiene en torno a los 400 vecinos hasta mediados del siglo XX, donde aparece el problema de la emigración masiva a otros países europeos y sobre todo, a las grandes ciudades españolas, lo que ha afectado notablemente al pueblo a lo largo de la segunda mitad del siglo XX.
En los últimos años del siglo XX y principios del siglo XXI la población ha seguido disminuyendo, aunque en menores proporciones que en años anteriores, cifrándose la población de Gallegos del Pan, en el año 2011, en 141 habitantes.
En la siguiente tabla se muestra la evolución del número de habitantes entre 1842 y 2011 según datos del INE:
| Evolución demográfica de Gallegos del Pan (1842-2011) | Evolución demográfica de Gallegos del Pan (1842-2011) | Evolución demográfica de Gallegos del Pan (1842-2011) | Evolución demográfica de Gallegos del Pan (1842-2011) | Evolución demográfica de Gallegos del Pan (1842-2011) | Evolución demográfica de Gallegos del Pan (1842-2011) | Evolución demográfica de Gallegos del Pan (1842-2011) | Evolución demográfica de Gallegos del Pan (1842-2011) | Evolución demográfica de Gallegos del Pan (1842-2011) | Evolución demográfica de Gallegos del Pan (1842-2011) | Evolución demográfica de Gallegos del Pan (1842-2011) | Evolución demográfica de Gallegos del Pan (1842-2011) | Evolución demográfica de Gallegos del Pan (1842-2011) | Evolución demográfica de Gallegos del Pan (1842-2011) | Evolución demográfica de Gallegos del Pan (1842-2011) | Evolución demográfica de Gallegos del Pan (1842-2011) |
| 1842                                                  | 1857                                                  | 1860                                                  | 1877                                                  | 1887                                                  | 1897                                                  | 1900                                                  | 1910                                                  | 1920                                                  | 1930                                                  | 1940                                                  | 1950                                                  | 1960                                                  | 1970                                                  | 1981                                                  | 1991                                                  |
| ----------------------------------------------------- | ----------------------------------------------------- | ----------------------------------------------------- | ----------------------------------------------------- | ----------------------------------------------------- | ----------------------------------------------------- | ----------------------------------------------------- | ----------------------------------------------------- | ----------------------------------------------------- | ----------------------------------------------------- | ----------------------------------------------------- | ----------------------------------------------------- | ----------------------------------------------------- | ----------------------------------------------------- | ----------------------------------------------------- | ----------------------------------------------------- |
| 152                                                   | 279                                                   | 310                                                   | 352                                                   | 380                                                   | 429                                                   | 450                                                   | 461                                                   | 438                                                   | 413                                                   | 432                                                   | 403                                                   | 360                                                   | 280                                                   | 242                                                   | 209                                                   |
| 1996                                                  | 1998                                                  | 1999                                                  | 2000                                                  | 2001                                                  | 2002                                                  | 2003                                                  | 2004                                                  | 2005                                                  | 2006                                                  | 2007                                                  | 2008                                                  | 2009                                                  | 2010                                                  | 2011                                                  | 2012                                                  |
| 174                                                   | 174                                                   | 169                                                   | 167                                                   | 162                                                   | 158                                                   | 156                                                   | 159                                                   | 154                                                   | 147                                                   | 141                                                   | 140                                                   | 139                                                   | 144                                                   | 141                                                   | -                                                     |

## Política
| Periodo   | Nombre                    | Partido |
| --------- | ------------------------- | ------- |
| 1979-1983 | Pedro Pastor Ratón        | PP      |
| 1983-1987 | Narciso Pastor Pastor     | PP      |
| 1987-1991 | Honorato Domínguez Masero | PSOE    |
| 1991-1995 | Honorato Domínguez Masero | PSOE    |
| 1995-1999 | Urbano Pastor Manteca     | PP      |
| 1999-2003 | Urbano Pastor Manteca     | PP      |
| 2003-2007 | Urbano Pastor Manteca     | PP      |
| 2007-2011 | Jesús María Baz Martín    | PSOE    |
| 2011-2015 | Álvaro Martín Temprano    | PP      |
| 2015-2019 | Álvaro Martín Temprano    | PP      |
| 2019-2023 | Álvaro Martín Temprano    | PP      |

Resultados de las últimas tres elecciones municipales celebradas en España (a repartir 5 concejales):

## Gastronomía
En cuanto a su gastronomía, merecen destacarse algunos productos y recetas tradicionales relacionadas con los productos de la zona y de gran tradición familiar. El Chorizo Zamorano es un producto elaborado con materias primas de calidad, que son embutidas en tripa natural y se presenta en forma de sarta, ristra, vela o cular. Cuenta con una curación mínima de 4 a 8 semanas. Su superficie es rugosa, y al corte presenta una superficie brillante con un color uniforme, con trozos de carne de color rojo oscuro y trozos de grasa de blanco anaranjado. Tiene aroma a pimentón, y posee un sabor equilibrado pero con sensaciones picantes, aunque no en exceso.

## Tradiciones
La matanza del cerdo
La matanza del cerdo es una faena que implica a todos los miembros de la familia, y es motivo para reunir a todos los familiares, ya que no sólo participan los más cercanos sino que también los tíos, primos y parientes. Incluso vecinos y amigos son invitados al acontecimiento. Las matanzas comienzan cuando las primeras heladas hacen su aparición, a mediados de noviembre, y se extienden hasta principios de febrero.
El cerdo es amarrado a un banco de madera y el matarife con su cuchillo cumple con su función. La sangre es recogida en un barreño, ya que era uno de los condimentos de múltiples platos.
Una vez muerto el cerdo, se le chamusca la piel, y seguidamente se lava con agua muy caliente. Por fin el cerdo se abre y se extrae el interior, que se guarda en baldes para proceder a su lavado para conseguir las tripas donde se envasará el embutido.
El cerdo es expuesto durante 24 horas en un cuarto frío y al día siguiente se le deshace, separando las diferentes partes para su consumo inmediato o posterior: jamones, espalda, espinazo, orejas, etc.
Con la carne junto con otros condimentos, como el pimentón, ajo y el orégano, se elabora el tradicional chorizo zamorano. Los jamones se salan y se consumen llegado el verano. Para deshacer la manteca, se ponía a fuego en una caldereta de cobre colgada, en la que se añade parte del tocino del cerdo. Una vez extraída la grasa, esta se almacena en barreños y sirve como condimento de la mayor parte de las recetas culinarias tradicionales.

## Fiestas

### Fiesta de los Quintos
Esta festividad se celebra la noche del 5 al 6 de enero, coincidiendo con la Noche de Reyes. En esta noche, los Quintos, que son los jóvenes que en ese año cumplen la mayoría de edad, van por todo el pueblo cantando de puerta en puerta, acompañados de la gente joven del pueblo.
La noche comienza con una cena a la que acuden todos los que salieron el año anterior. Tras cenar y ensayar un poco, el grupo de jóvenes acude al bar a tomar unas botellas de cava, a las que generalmente invitan los Quintos, y a eso de la 1 de la mañana, comienzan a recorrer el pueblo casa por casa.
A lo largo del recorrido es frecuente que muchos vecinos abran las puertas de sus casa y ofrezcan a los Quintos los típicos dulces navideños y algo de beber, y al final de la noche se termina en alguna cas tomando un chocolate caliente.
A la mañana siguiente, temprano, los Quintos cogen un burro y van de casa en casa pidiendo el aguinaldo. Una vez hecho esto, la fiesta termina en misa, donde los Quintos visten con capa al lado del altar, y el Quinto mayor luce una corona.

### El Corpus Christi

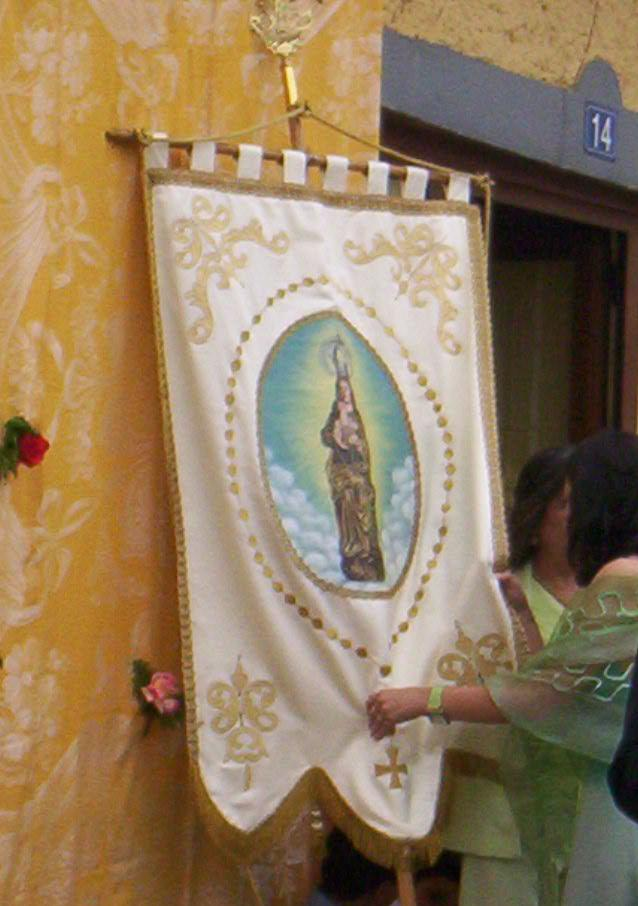
Estandarte de la Virgen del Rosario, en el Corpus Christi.

El Corpus Christi es una fiesta de la Iglesia católica destinada a celebrar la Eucaristía. Es una festividad que se encuentra muy arraigada en Gallegos del Pan y en los alrededores del pueblo. Se celebra el 10 de junio.
El día de Corpus comienza con una misa a la que acude todo el pueblo, y tras la misa se sale en procesión por todo el municipio. En primer lugar sale la Cruz, y a continuación salen dos estandartes. Después viene el paso del Niño Jesús, que es tradición que lo lleven a hombros los niños y niñas del pueblo. Tras el niño saldrá la Virgen de Nuestra Señora del Rosario, llevada a hombros por los hombres, y por último, sale la Cofradía del Santísimo, formada por hombres que transportan el Palio, debajo del cual ira el Sacerdote y el Santísimo.
Las calles del pueblo se adornan con tomillo y romero, y como parte de la tradición, a lo largo de la procesión es frecuente encontrar en las calles "cunas" hechas de romero y tomillo, donde se acuesta a los niños, generalmente menores de un año, con el fin de que la Virgen y el Niño los bendigan a su paso. También es común encontrar en las puertas de algunos vecinos, los llamados "portales", que son pequeños altares, hechos con el fin de que sea bendecida la casa y de pedir por las intenciones de la familia.
El día del Corpus Christi en Gallegos del Pan, es también el día de las comuniones, cuando los niños y niñas comulgan y salen en la procesión detrás de la Virgen del Rosario tirando pétalos de rosa
Todo esto hace que sea una de las procesiones más bonitas de la zona, y pese a ser un pueblo pequeño, mucha gente de fuera se acerca a verla.

### Nuestra Señora del Rosario
Las fiestas en honor a Nuestra Señora del Rosario, son las fiestas patronales de Gallegos del Pan, y se celebran el primer Domingo de Octubre (durante el viernes, sábado y domingo). Ese fin de semana el pueblo es visitado por gran cantidad de personas de los pueblos cercanos, así como por familiares y amigos de la gente del pueblo.
El viernes por la tarde comienzan los campeonatos de mus, de tute y de brisca en el bar del pueblo. En la era se juegan los campeonatos de clava y de petanca, y en el frontón del pueblo hay un campeonato de pelota vasca. Por la noche son las cenas y el momento de apertura de las peñas.
El sábado por la mañana es el pequeño campeonato de fútbol sala, y el momento en el que se montan en la era las atracciones: castillos hinchables para los más pequeños, el toro mecánico y el tren que recorre el pueblo. Todo esto dura hasta aproximadamente las 20:30, que es cuando la gente se marcha a cenar y a arreglarse. A las 23:00 comienza el baile en el salón social, y es allí donde se junta todo el pueblo. Después es cuando las peñas abren y ahí es donde se va la fiesta.
El domingo por la mañana es la procesión, por lo que hay que madrugar, y después es la misa en la iglesia de San Juan Bautista. Después cada familia tiene su comida familiar con todos los invitados que tengan. Por la tarde se hacen juegos en los que participa prácticamente todo el pueblo, y por la noche comienza de nuevo el baile, en el que hay también un concurso de disfraces, donde los más pequeños disfrutan, y al descanso del baile se entregan premios.

## Lugares de interés

### Iglesia de San Juan Bautista

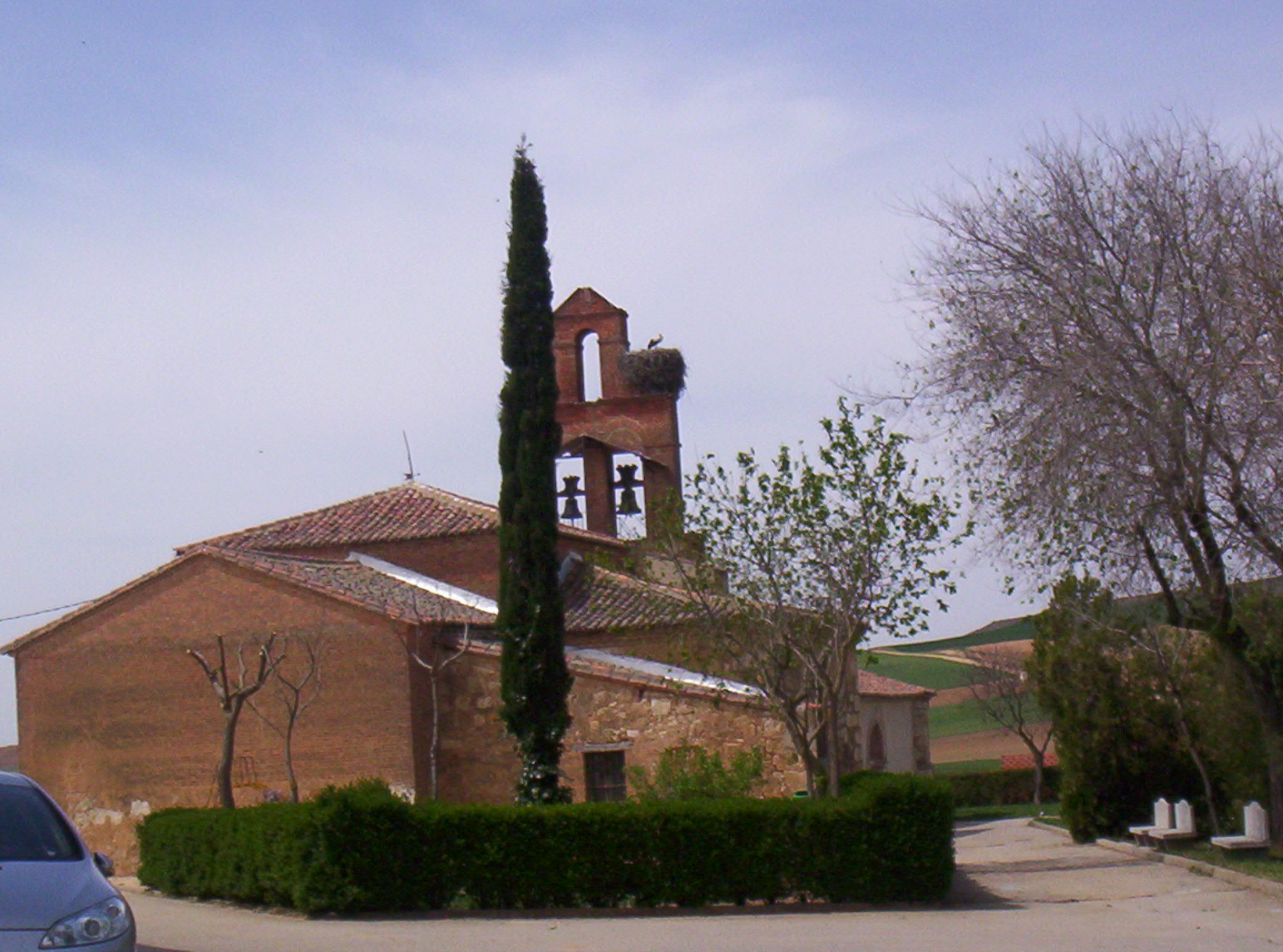
Iglesia de San Juan Bautista.

La iglesia de San Juan Bautista es el monumento más significativo de Gallegos del Pan. El templo cuenta con un retablo mayor Barroco con cuatro relieves que narran escenas de la vida de San Pedro Apóstol, todo del siglo XVIII. Los dos retablos laterales están dedicados a San Antonio Abad y a la Virgen del Rosario. También destaca el Crucifijo de tamaño natural, y el Cristo procesional, que también data del siglo XVIII, y está en excelente estado de conservación.
La iglesia se encuentra a la entrada del pueblo, en uno de sus extremos, según se viene por la carretera ZA-P-1303 desde Coreses y Algodre, lo que resulta raro, ya que tradicionalmente los pueblos se forman alrededor de la iglesia.

### Las bodegas
Constituyen uno de los principales reclamos del pueblo. Antiguamente Gallegos del Pan era rico en plantaciones de viñedos, pero su escasa productividad hizo que se prescindiera de la mayor parte de estos, y de este pasado de vinos ya solo hay recuerdo a través de las numerosas bodegas que se conservan a las afueras de la localidad.
Pese a tener un aspecto un tanto rústico, y tal vez ruinoso por fuera, los interiores están cuidados hasta el más mínimo detalle por los propietarios, y se usan como lugar de reunión a la hora del aperitivo, o para comidas o cenas familiares o de grupos.